# Euploea consimilis
Euploea consimilis är en fjärilsart som beskrevs av Felder 1865. Euploea consimilis ingår i släktet Euploea och familjen praktfjärilar. Inga underarter finns listade i Catalogue of Life.